# Револьвер IOF .32
Револьвер IOF .32 (также известный как IOF 32 Revolver (IOF-Indian Ordnance Factories -Индийский совет по производству боеприпасов
.) — шестизарядный револьвер, разработанный и производимый компанией «Field Gun Factory, Канпур».

Барабан револьвера рассчитан на шесть патронов калибра .32 Smith & Wesson Long (7,65 x 23 мм) и предназначен для стрельбы на короткие дистанции (до 25 метров). Он основан на старом британском револьвере Webley калибра 9 мм (.38 S&W) и его версии, используемой сингапурской полицией. Револьвер использует меньший калибр, чтобы сделать законным его использование в соответствии с индийским законодательством.

## Описание
.32 IOF — револьвер ближнего боя[неизвестный термин], с УСМ двойного действия, с откидывающимся вниз на шарнире стволом, стреляет патроном .32 S&W Long. Он основан на версии 9-мм пистолета Webley Mk IV, разработанном специально для полиции Сингапура. Патрон малого калибра был выбран с учетом требований индийского законодательства о гражданском владении оружием.
Револьвер стоит 79 263 рупий (около 1100 долларов США на конец 2020 года) из-за отсутствия конкуренции со стороны частных производителей.
IOF также производит легкую версию с титановой рамкой под названием «Nirbheek»(«Бесстрашный»), а также версию с более длинным стволом и стальной рамкой под названием «ANMOL».
Титановый револьвер весит 525 г и поэтому позиционируется производителем как «дамский». Однако учитывая его высокую цену (ок. 2000$ при среднемесячной зарплате в Индии в 45$) такое позиционирование подвергается критике в прессе как пример неуважительного отношения к нуждам обычных индийцев.